# Союз строителей исламского Ирана
Союз строителей исламского Ирана, Абадгаран (перс. ائتلاف آبادگران ایران اسلامی‎ — Этелафе абадгаране иране ислами) — альянс консервативных политических партий и общественных организаций Ирана. На выборах в Исламский консультативный совет в 2004 Абадгаран занял 54% мест в Меджлисе и практически все места в муниципальном собрании Тегерана на муниципальных выборах в 2003. Лидером и одной из ключевых фигур в альянсе является Махмуд Ахмадинежад, избранный в 2003 мэром Тегерана, а в 2005 - президентом Ирана.
Согласно Всемирному словарю исламизма Колумбийского университета, «Абадгаран», вероятно, сформировался в 2003 году и в основном состоит из людей в возрасте до 50 лет, которые не являются духовенством.
Изначально эта группа включала в себя ветеранов «Басидж» и Корпуса стражей Исламской революции, которые занимали административные должности среднего и высшего звена. Однако в период правления Хашеми Рафсанджани они были отстранены от власти.

## Этимология
Название группы подчеркивает ее сосредоточенность на вопросах развития, что позволяет рассматривать ее как оппозицию действующей реформистской экономической политике. Фред Холлидей считает, что назаание не так резко контрастирует с названием «Executives of Construction», как могло бы показаться. По его мнению, оно больше ассоциируется с простыми людьми и бедными, чем с последними, поскольку в нём чувствуется сельский колорит и ценности (в переводе с персидского «абади» означает «деревня»).
Майкл Эксуорси считает, что это название было выбрано неудачно, поскольку оно звучит так, будто его использовали только потому, что термины «реформы» (Eslahat) и «строительство» (Sazandegi) уже были приняты.

## Цели партии
Они хотели восстановить утопический «изначальный революционный дух на полях сражений Священной обороны», создать «обновленную и по-настоящему революционную Исламскую Республику» для народа и «охранять революцию и независимость страны». Их цель заключалась в том, чтобы победить реформистов как политическую силу. В результате начался процесс ослабления власти тогдашнего президента Мохаммада Хатами.
Имея большинство в парламенте, а следовательно, большее влияние, они вскоре приняли законы, которые создавали трудности для иностранных инвестиций и мешали администрации Хатами вести переговоры с международными компаниями. Что касается ядерной программы Ирана, то они отказались ратифицировать Дополнительный протокол, который Хасан Рухани согласовал с Евротройкой. Они также требовали выйти из Договора о нераспространении ядерного оружия, что было запрещено аятоллой Хаменеи.